# Villares de Jadraque
Villares de Jadraque – gmina w Hiszpanii, w prowincji Guadalajara, w Kastylii-La Mancha, o powierzchni 17,2 km². W 2011 roku gmina liczyła 65 mieszkańców.